# Antonia Ciasca
Antonia Ciasca (* 21. Mai 1930 in Melfi; † 1. März 2001 in Rom) war eine italienische Archäologin. Ihre Schwerpunkte waren die Kulturen der Phönizier und der Punier.

## Leben
Antonia Ciasca war die Tochter des Politikers und Historikers Raffaele Ciasca und der Schriftstellerin Carolina Rispoli. Während des Zweiten Weltkriegs zog die Familie zunächst nach Genua, dann nach Rom, wohin ihr Vater jeweils berufen wurde.
An der römischen Universität La Sapienza erlangte sie die Laurea in Etruskologie bei Massimo Pallottino, mit dem sie auch während der Grabungen in Pyrgi bei Rom zusammengearbeitet hatte. Sie wurde Assistentin für Semitische Philologie bei Sabatino Moscati und erhielt später die erste Lehrstelle für Antichità Puniche Italiens an derselben Universität. Sie verfasste eine Reihe von Beiträgen im Oriente Antico und wurde Direktorin der Rivista di Studi Fenici, die seit 1973 erscheint.
Als Archäologin grub sie 1959 in Israel, danach auf Malta. 1963 initiierte sie dort die Grabungen in Tas Silg, an denen sie sechs Jahre teilnahm. 1998 setzte sie ihre Arbeiten dort fort. 1964 begann sie die erste Grabungskampagne am Tofet der Insel Mozia am Westrand Siziliens, wo sie sich jedoch bald bis 1992 mit der Stadtmauer befasste, die ein 45 ha großes Gebiet umgab. 1975 nahm sie an den Arbeiten in Tharros teil.

## Publikationen (Auswahl)
- mit Yoḥanan Aharoni: Excavations at Ramat Raḥel: Seasons 1961 and 1962. Centro di studi semitici, Istituto di studi del Vicino Oriente, Rom 1964.
- Mozia. Rapporto preliminare della Missione congiunta con la Soprintendenza alle antichità della Sicilia occidentale. Missione archeologica della Soprintendenza alle antichità della Sicilia occidentale e dell’Università di Roma, 8 Bände, Rom 1964–1973.
- Centri artigianali fenici in Italia. In: Rivista di Studi Fenici. Band 1,1, 1973, S. 37–52.
- mit Maria Pamela Toti: Scavi a Mozia. Le terrecotte figurate. Consiglio Nazionale delle Ricerche, Rom 1994.